# 林迪斯法恩
林迪斯法恩（Lindisfarne），即林迪斯法恩聖島（Holy Island of Lindisfarne），亦稱聖島（Holy Island），是位於英國東北英格蘭諾森伯蘭郡的一個潮汐島，聖島民政教區位於該島上。
林迪斯法恩的歷史可以追溯到公元6世紀。它是凱爾特基督教的聖地，許多聖人諸如林迪斯法恩的艾丹、卡斯伯特、林迪斯法恩的埃德弗斯和林迪斯法恩的愛德伯特都曾在此傳道。

## 地名學
9世紀時林迪斯法恩的名字以古威爾士語“Medcaut”的形式出現在史書《歷史上的不列顛》中。安德魯·布雷茲（Andrew Breeze）認為這個詞的源頭是拉丁語“Medicata”（康復），原因也許是該島為藥草產地。
在《彼得伯勒編年史》和《盎格魯-撒克遜編年史》記載的公元793年中，林迪斯法恩以古英語名“Lindisfarena”出現。而“聖島”之名出現於11世紀，當時以拉丁語寫作“Insula Sacra”，而之所以稱為“聖”，是因為這裡有著艾丹和卡斯伯特兩位聖人。
現在的“Lindisfarne”一名的具體起源時間無法確定。這個名字的前半部分，即“Lindis”可能指的是位於現在林肯郡的林德賽王國人。另一種可能性是它來自古布立吞語，“Lindis-”的意思在此情況下是“溪流或池塘”，但究竟指的是哪個溪流池塘還未有定論。 此名的後半部分的意思很可能是“土地”，也可能是直接取自附近的法恩島（Farne Islands）之名。

## 歷史

### 早期
東北英格蘭受羅馬人的影響較小，在羅馬不列顛時期也沒有什麼重要性。蘇格蘭人和皮克特人曾經劫掠過這裡的村莊。艾達王（547年即位）在林迪斯法恩附近建造過聚居地“urbs regia”。據《歷史上的不列顛》載，6世紀時雷吉德的尤里安（Urien）在這座島上包圍了西奧多里克和其盎格魯人士兵三天三夜。

### 林迪斯法恩修道院

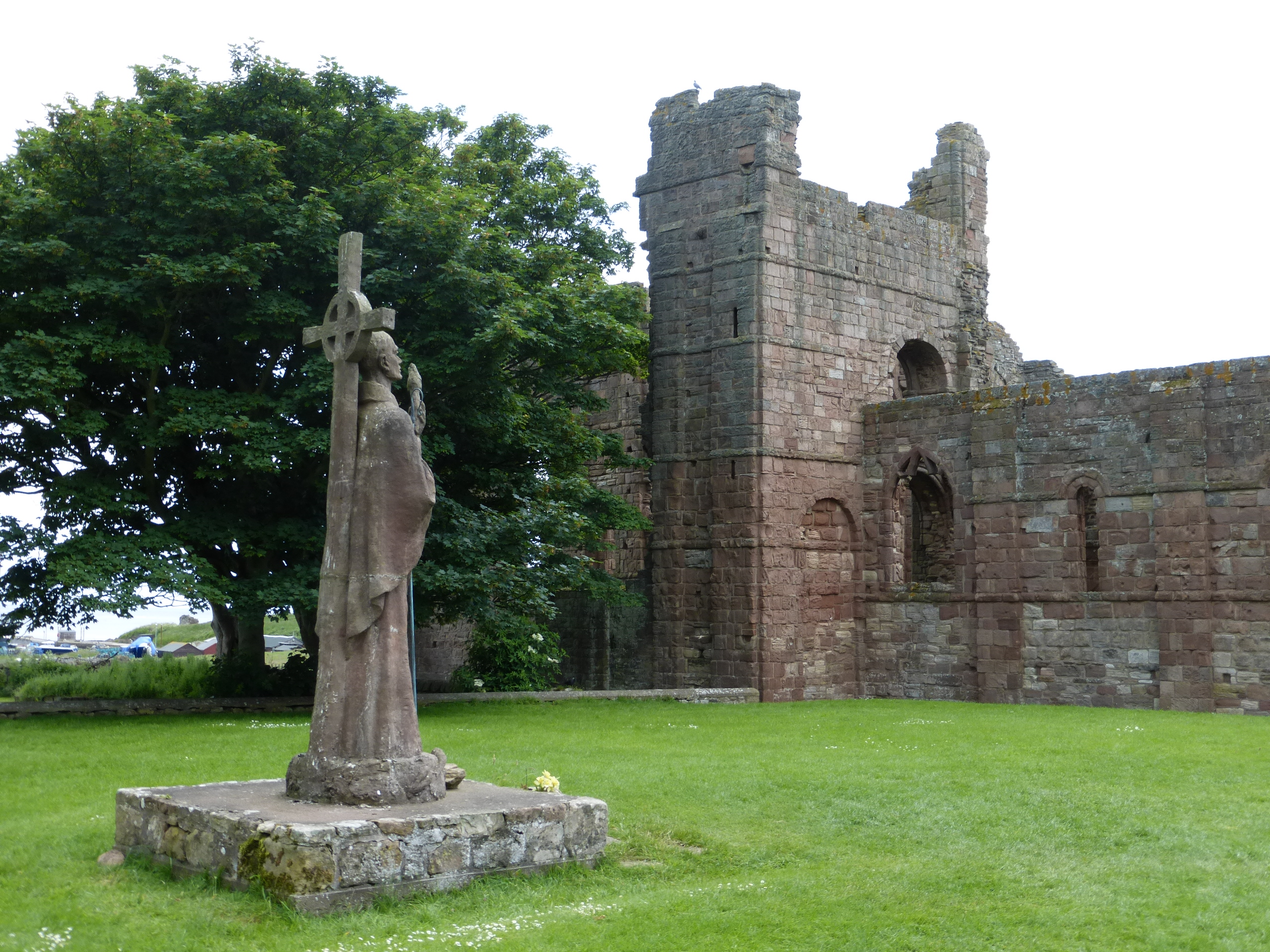
修道院遺址和聖艾丹像

林迪斯法恩修道院由被奧斯瓦德王從愛奧那島派到這裡來的愛爾蘭僧侶聖艾丹建立。這座修道院在634年年末之前修成，艾丹也隨之留下來，一直待到651年逝世。在近三十年間，這座修道院是諾森布里亞的唯一主教駐地。菲尼安（651年–661年擔任主教）建造了一座“符合主教地位”的木教堂。後來愛德伯特將教堂的墻和屋頂中鋪上了鉛。比德曾提到過林迪斯法恩的這座教堂。
林迪斯法恩逐漸成為北英格蘭的基督教傳教者聖地，曾有一隊出自這裡的傳道士在麥西亞進行過一場成功的佈道。愛奧那修道院的僧侶也開始在這裡定居。後來成為了諾森伯蘭郡主保聖人的卡斯伯特也做過林迪斯法恩修道院院長和林迪斯法恩主教。他之後的主教是愛德伯特，而再之後就是埃德弗斯。卡斯伯特和埃德弗里斯的遺體本來就埋在林迪斯法恩，後來被挖出轉移到達勒姆座堂。而愛德伯特的遺體則被安葬在原先屬於卡斯伯特的墓地裡。
在700年左右，著名的泥金寫本林迪斯法恩福音書著成，地點很可能就是在林迪斯法恩，作者則可能是埃德弗斯。735年約克郡大主教的地位確定，當時約克郡只有三位主教，即赫克瑟姆、林迪斯法恩和惠特霍恩主教 。林迪斯法恩的主教教區包括坎布里亞、北諾森布里亞、洛錫安和斯特拉斯克萊德王國的大部分地區。

### 維京入侵和中世紀

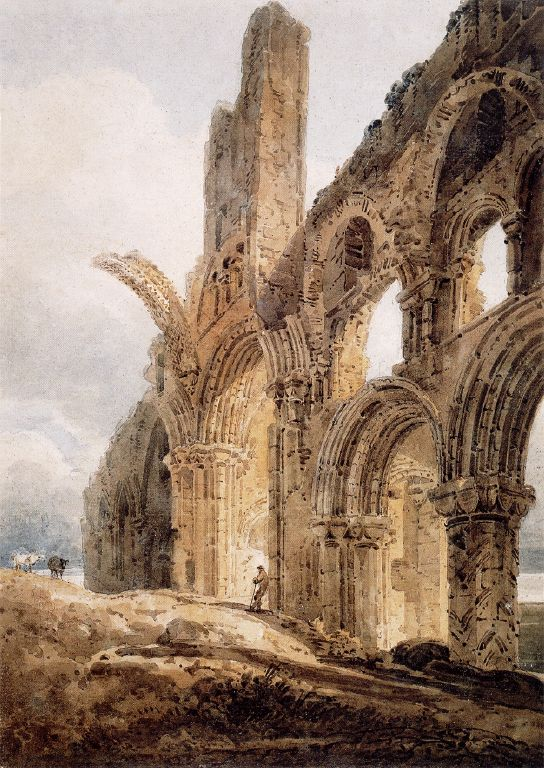
《林迪斯法恩修道院遺址》（The Ruins of Lindisfarne Priory），托馬斯·加爾丁，1798年

793年，維京人洗劫了林迪斯法恩，維京時期拉開序幕。具體的維京人抵達時間可能是6月8日。這次入侵中林迪斯法恩修道院被毀。
在9世紀之前，林迪斯法恩的土地大多都屬於林迪斯法恩修道院，隨著丹麥人的入侵和佔領，土地漸漸歸屬個人所有，土地交易也開始出現。914年科布里奇戰役之後，諾爾斯君主Ragnall ua Ímair將這裡的土地分給了他的追隨者Scula和Onlafbal。
在諾曼人統治時期的1093年，修道院重建，屬於本篤會所有。1536年亨利八世解散修道院後再次被廢棄。只有遺址一直保存至今，并成為一級登錄建築。1550年建造林迪斯法恩城堡時就運用了一些從舊修道院拆下來的石材。
1462年玫瑰戰爭時期，安茹的瑪格麗特包圍諾森布里亞城堡未果。加上遭遇大風暴，其麾下四百士兵前往林迪斯法恩島尋求庇護，最終在島上向約克王朝投降。

### 現代
一家鄧迪的公司在1860年代於島上建造了一些石灰窯，這些窯一直燒到20世紀初。雖然後來廢棄不用，但這些石灰窯一直保存到了今日。

## 地理

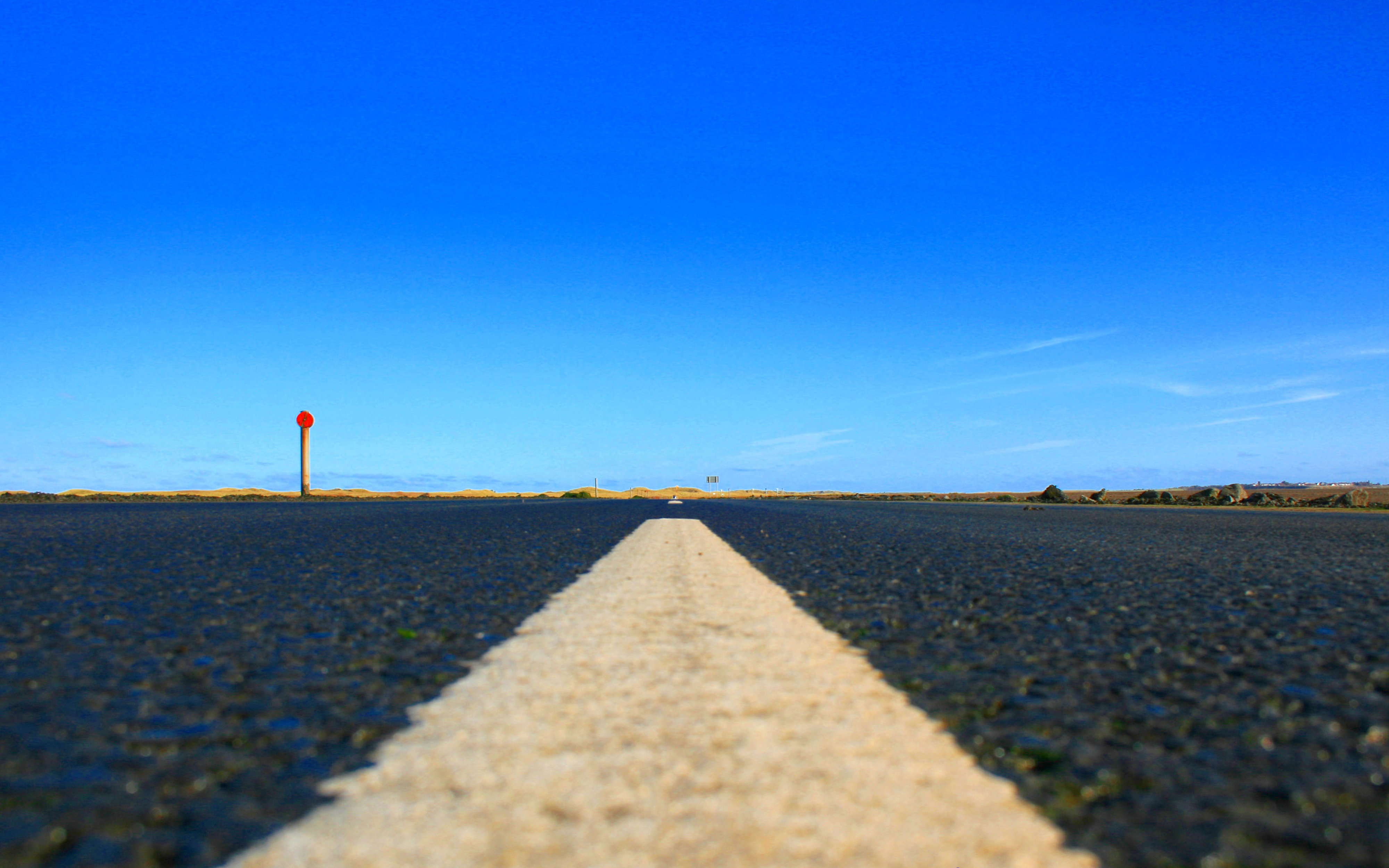
退潮后露出的林迪斯法恩步道

林迪斯法恩島位於英格蘭東北部，靠近蘇格蘭邊界，與英格蘭的最近距離為1英里（1.6）。其東西長3英里（4.8），南北寬1.5英里（2.4），高潮時面積約1,000英畝（400公頃）。在低潮時有三小時可通過走修建的步道步行抵達，雖然諾森伯蘭郡議會已經發佈了林迪斯法恩潮汐時刻表，但不時仍有人員車輛困在漲潮的水中而不得不向皇家全國救生艇協會或皇家空軍支付上千镑的援救費。林迪斯法恩周圍是8,750英畝（3,540公頃）的林迪斯法恩國家自然保護區。 截至2011年3月27日，林迪斯法恩有180位居民。

### 燈塔
領港公會在此開設有兩座燈塔，分別叫做Guile Point East和Heugh Hill。它們的高度分別為21（69英尺）和8（26英尺）。